# Клайд Гефер
Клайд Гефер (англ. Clyde Hefer, 12 квітня 1961) — австралійський академічний веслувальник.
Бронзовий призер Олімпійських Ігор 1984 року в складі вісімки.
Чемпіон світу 1980, 1981 років у складі розпашної четвірки без стернового легкої ваги.